# Laroque-des-Arcs
Laroque-des-Arcs korábbi község Franciaországban, Lot megyében. Lakosainak száma 506 fő (2018. január 1.). Laroque-des-Arcs Cahors, Lamagdelaine, Valroufié és Saint-Pierre-Lafeuille községekkel határos.
2017. január 1-jén Cours és Valroufié korábbi községgel egyesült és az így létrejött Bellefont-La Rauze új község része lett.

## Népesség
A település népességének változása:
| Lakosok száma | 521  | 507  | 1249 | 504  | 506  |
|               | 2013 | 2015 | 2016 | 2017 | 2018 |